# Vidră de Sumatra
Vidra de Sumatra (Lutra sumatrana) este un mamifer semiacvatic⁠(en)[traduceți] originar din Asia de Sud-Est și una dintre cele mai rare și slab cunoscute specii de vidră. Este amenințată de pierderea resurselor naturale și de braconaj. Uniunea Internațională pentru Conservarea Naturii o clasifică drept specie pe cale de dispariție.

## Descriere

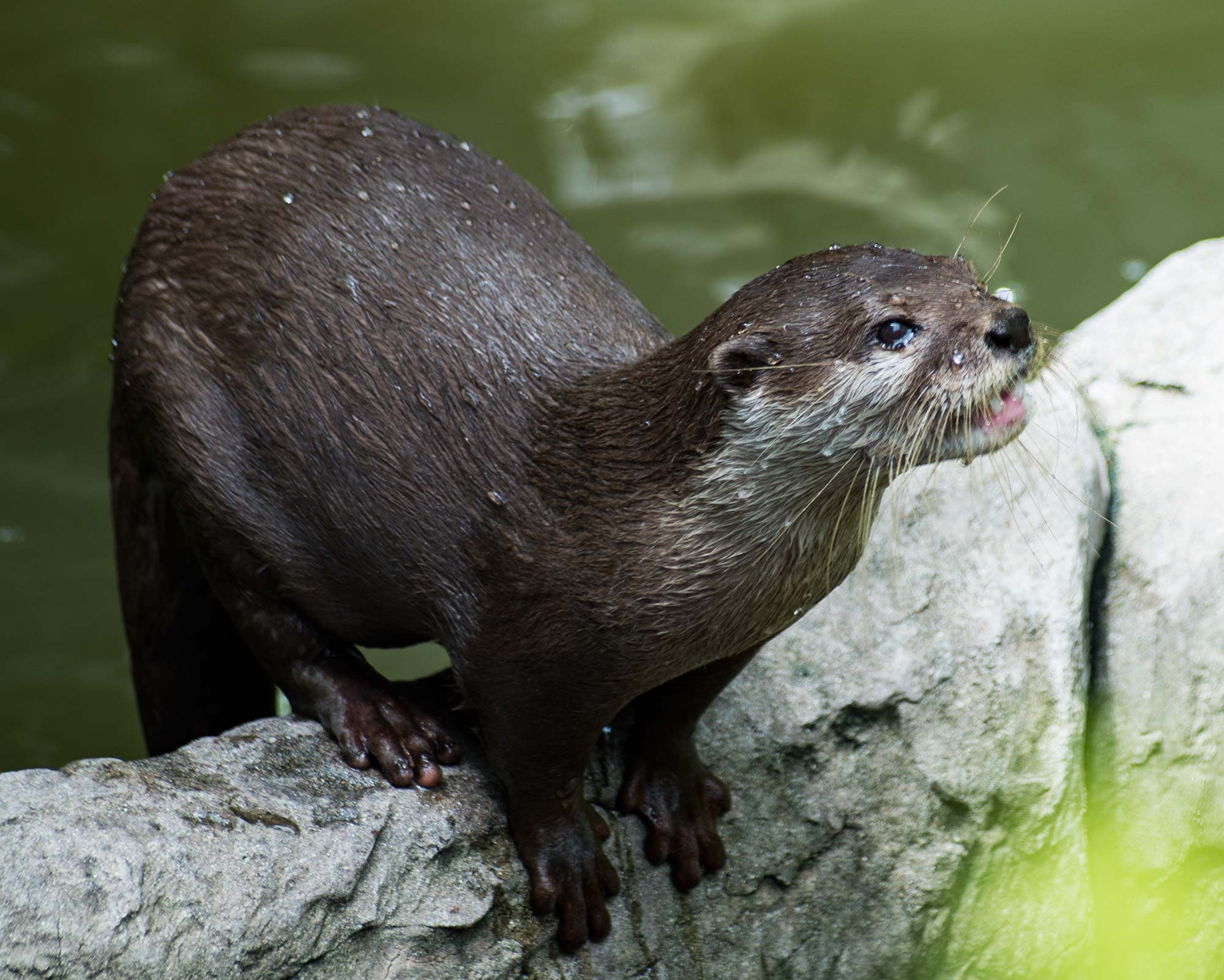
Specimen într-o grădină zoologică thailandeză

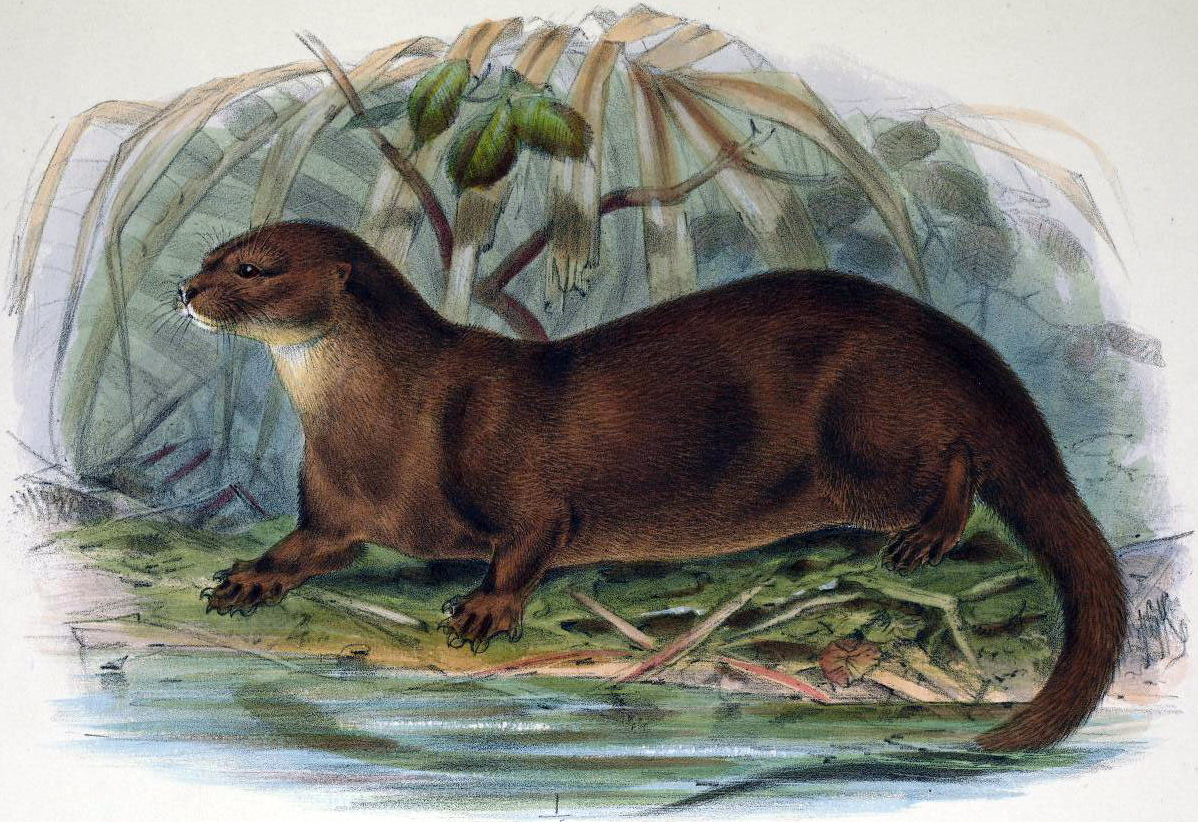
Ilustrație de en, 1878

Vidra de Sumatra are o blană brună și scurtă, ce devină mai pală pe burtă. Are un rinarium⁠(en)[traduceți] distins ce îi este complet acoperit cu păr scurt închis la culoare și ce începe „de la marginea superioară a nărilor”. Buza superioară și bărbia sunt albicioase. Unii indivizi sunt de culoare castanie-roșcată. Are corpul lung și coada zveltă, iar labele sale, care au membrană interdigitală⁠(en)[traduceți] completă, au gheare proeminente. Lungimea capului plus cea a trunchiului variază de la 57,5 până la 82,6 cm, lungimea cozii de la 35 până la 50,9 cm, iar greutatea de la 5 până la 8 kg.
Craniul său este mai plat decât cel al vidrei indiene (Lutrogale perspicillata), și are dinții mai mici. Labele din față au fiecare o lățime de 5,8 cm și sunt mai mici decât labele din spate cu în jur de câte 6,6 cm.

## Răspândire și habitat
Vidra de Sumatra se găsește în Asia de Sud-Est, din sudul Thailandei, Cambodgia, sudul Vietnamului și Malaysia peninsulară⁠(en)[traduceți] până în Sumatra și Borneo. Este extinctă la nivel local⁠(en)[traduceți] în India, Singapore și Myanmar și posibil și Brunei.
În Thailanda a fost înregistrată în pădurea cu turbărie Pru Toa Daeng și în zone din jurul Râului Bang Nara. Populează în principal păduri inundate situate la altitudine joasă cu vegetație ce culminează în trei niveluri: o zonă cu pădure primară, o zonă cu pădure secundară alcătuită din Melaleuca cajuputi⁠(en)[traduceți], și o a treia zonă, cu pajiști. Aceste straturi fac habitatul greu de străbătut, ceea ce oferă locuri de adăpostire din calea prădătorilor și protecție în fața perturbărilor din partea oamenilor. Râul Bang Nara, în jurul căruia au fost descoperite populații, este supus mareei. Ambele rezervații din Vietnam în care se găsește sunt păduri cu turbărie⁠(en)[traduceți] în care există plante din specia Melaleuca cajuputi înalte de 15 m, liane dese precum cele din specia Stenochlaena palustris⁠(en)[traduceți] în zona primară și o a doua zonă cu pajiști în care crește Eleocharis dulcis⁠(en)[traduceți]. Aceste două rezervații vietnameze conțin multe canale bogate în specii de pești, și plante acvatice plutitoare precum Eichhornia crassipes⁠(en)[traduceți], Pistia stratiotes⁠(en)[traduceți], Salvinia cucullata și Ipomoea aquatica⁠(en)[traduceți], cu câmpuri de orez ce le înconjoară ca o a treia zonă protectivă.
În Cambodgia a fost semnalată în apropierea Lacului Tonlé Sap⁠(en)[traduceți] în pădure inundată situată la altitudine joasă.
În Vietnam a fost observată și înregistrată cu ajutorul aparatelor fotografice capcane⁠(en)[traduceți] în anul 2000 în Parcul Național U Minh Thượng⁠(en)[traduceți], unde au fost găsite de asemenea excremente de vidră cu solzi de pește și rămășițe de crab. În 2008 a fost înregistrată și în Parcul Național U Minh Hạ⁠(en)[traduceți].
În Sumatra, o vidră de Sumatra a fost ucisă în 2005 pe o șosea lângă Râul Musi⁠(en)[traduceți].
În Sabah, înregistrările istorice datează de la sfârșitul secolului al XIX-lea. În 2010 un individ a fost din întâmplare înregistrat pentru prima oară cu ajutorul unui aparat fotografic capcană în Hutan Simpan Deramakot⁠(en)[traduceți]. În 2016 câțiva indivizi au fost observați în Taman Hidupan Liar Tabin⁠(en)[traduceți].

## Comportament și ecologie
Vidra de Sumatra viețuiește în zone costale și în râuri interioare mai mari, solitară sau în grupuri de maxim patru membri. Dieta sa cuprinde pești, precum Anabas testudineus⁠(en)[traduceți], Channa⁠(en)[traduceți] spp., Clarias macrocephalus⁠(en)[traduceți], Trichopodus pectoralis⁠(en)[traduceți] și Trichopodus trichopterus⁠(en)[traduceți], și șerpi de apă, moluște și crustacee. Pe durata sezonului secetos, unii indivizi caută hrană în canale de drenaj și iazuri.
Împerecherea unui mascul cu o femelă se poate limita la perioada de reproducere. Vocalizarea de contact dintre vidre este un ciripit monosilabic. Atunci când își chemă puii, femelele adulte emit un fel de țârâituri intermitente.
Nu se cunosc multe despre obiceiurile legate de reproducere ale vidrei de Sumatra. Sezonul de împerechere în Cambodgia s-ar putea să fie în perioada noiembrie-martie. Perioada de gestație durează în jur de două luni.

## Conservare
Vidra de Sumatra este cea mai rară vidră din Asia, cel mai probabil în pragul extincției în părțile nordice ale arealului său, starea sa din alte părți fiind incertă. Au mai rămas numai câteva populații viabile, răsfirate la nivel larg în regiune. Specia este amenințată de pierderea de habitate de zonă umedă situate la altitudine joasă, vânarea sa pentru blană și carne și uciderea accidentală în timpul pescuitului. Lista roșie a IUCN o listează drept specie pe cale de dispariție.

## Amenințări
Vidra de Sumatra este amenințată de pierderea resurselor naturale și de braconaj.